# Kyrkotorp
Kyrkotorp är en bebyggelse i Älvsåkers socken i  Kungsbacka kommun i Hallands län, belägen cirka 200 meter öster om Älvsåkers kyrkby.
År 1990 avgränsade SCB bebyggelse i Kyrkotorp som en småort med 50 invånare på 6 hektar. 1995 upphörde dess status som småort.